# Terebra salisburyi
Terebra salisburyi é uma espécie de gastrópode do gênero Terebra, pertencente à família Terebridae.